# Teatro romano de Guelma
El teatro romano de Guelma es un antiguo teatro romano de Calama, actual Guelma, en el noreste de Argelia, que data de principios del siglo III, gracias a la financiación de una sacerdotisa del culto imperial. Completamente destruido, se reconstruyó a principios del siglo XX. 
En la actualidad, el teatro alberga el Museo Romano de Guelma. 

## Historia
Como sabemos por dos inscripciones, el teatro se construyó gracias al evergetismo de Annia Elia Restituta, que gastó 400 000 sestercios para la diversión de sus conciudadanos, que le erigieron cinco estatuas como agradecimiento. En las inscripciones, a Elia Restituta se la identifica como flaminica Augustorum perpetua, es decir, como sacerdotisa del culto imperial de los Augustos, que pueden ser o bien Marco Aurelio y Lucio Vero, o bien Septimio Severo y Caracalla, lo que sitúa el teatro a principios del siglo III.
Tras su destrucción, se utilizó como cantera de piedra para la construcción de otros edificios de la ciudad. Entre 1902 y 1918 fue reconstruido por el arqueólogo Charles Albert Joly  y acoge representaciones teatrales y el museo arqueológico de la ciudad de Guelma.

## Arquitectura

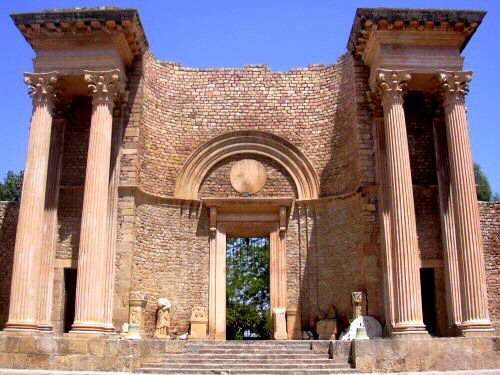

Orientada hacia el noroeste, se apoya en luna pendiente natural y en un grueso muro que rodea la cávea.
Tiene 58,65 m de ancho, con una escena de 37 m de ancho por 7,15 m de profundidad. El frente de la escena (pulpitum) está decorado con siete pequeñas hornacinas, alternando cuatro de planta rectangular y tres de planta semicircular. Originalmente, las hornacinas contrariamente a la costumbre, sin  puertas laterales, estaban decoradas con esculturas, que han desaparecido. La hornacina central estaba enmarcada por un par de columnas y tenía una puerta en el centro.
Detrás del frente de la escena, flanqueado por dos salas rectangulares, un pórtico con columnas servía de fachada.
La orchestra, pavimentada en mármol blanco, tenía tres escalones bajos para los asientos (bisellia) de los personas principales.
La cávea tenía 27 escalones en total: 9 repartidos en 4 cunei (sectores verticales) en la parte inferior (ima cavea), otros 6 repartidos en 4 cunei y y otros 6 repartidos en 5 cunei irregulares en la parte intermedia (media cavea) y otros 6 en la parte superior (summa cavea). En la parte superior había un pórtico de columnas corintias y en el centro un pequeño templo con una cella absidial, posiblemente dedicado al culto imperial.
A la cáva se accedía por dos vomitorios laterales superpuestos.
El teatro tenía capacidad para unos 3600 espectadores.